# Сухарів
Сухарів городок — поселення, що існувало на території сучасного Кремінського району Луганської області у 1680—1836 роках. Було розташовано на лівому березі Сіверського Донця південніше сучасного міста Кремінна, на лівому березі Сіверського Дінця навпроти села Шипилівки.

## Історія
Сухарів було засновано близько 1680 року дінськими козаками, що були заслані на північний берег Сіверського Донця за участь у повстанні Степана Разіна.
У грамоті Петра І від 14 жовтня 1704 року сказано: 
| «А после измены Брюховецкого и Разина они, донские казаки, поселили на реке Донцу городки: Боровской, Краснянский, Сухарев». |
У цей же час на берегах річки Красної кріпаки-втікачі з правобережної України заснували слободу Кремінну. У цій слободі в 1688 році розмістилася одна із сотень Ізюмського слобідського полку.
У процесі суперечки між цими селищами цар Петро I став на сторону Ізюмських козаків. В 1707 році в Сухарів городок направляється князь Юрій Довгорукий щоб описати майно донських козаків Сухаріва у царську скарбницю. Після цього походу містечко втратило своє значення. Останні його жителі перебралися жити в Кремінну в 1836 році.
На початку XVIII ст. Сухарів опинився на території, де виникло повстання Кіндрата Булавіна 1707—1708 рр. У документах того часу згадується наступне:

| «Булавин после убития княжего стал еще многолюднее… имеет де свое злое намерение конечно приходить под Тор, и под Краснянск, на Сухарев, на Кабанье, на Меловой Брод, на Сватовы Лучки, на Бахмут. И, идучи, будут казаков к себе приворачивать… А предались ему Булавину их козачьи городки по Донцу: Трехизбенской, да Старое и Новое Боровское, да Новый Айдар, Шульгин, Белянск.»[2] |